# Médaille d'honneur des transports routiers
La médaille d'honneur des transports routiers est une médaille française.

## Description
La distinction est créée par un décret du 25 mai 1957, signé par Guy Mollet, Paul Ramadier et Auguste Pinton. Elle récompense les années de services dans le transport routier. Elle est attribuée par le ministère des transports. Elle est composée de deux grades : Argent (25 ans de services) et Vermeil (35 ans de services). Les ministres des transports et des travaux publics sont récipiendaires de la médaille de vermeil.